# Бистаньо
Биста̀ньо (на италиански: Bistagno; на пиемонтски: Bistagn, Бистан) е село и община в Северна Италия, провинция Алесандрия, регион Пиемонт. Разположено е на 175 m надморска височина. Населението на общината е 1943 души (към 2011 г.).